# جائزة الكرة الذهبية 1997
جائزة الكرة الذهبية 1997، جائزة سنوية تُعطى لأفضل لاعب كرة القدم في العالم من طرف مجلة فرانس فوتبول الفرنسية، كما تقرره لجنة دولية من الصحفيين الرياضيين، وفاز بالجائزة في 1997 اللاعب البرازيلي رونالدو لاعب إنتر ميلان.

## الترتيب
| الترتيب | اللاعب            | النادي             | الجنسية    | النقاط |
| ------- | ----------------- | ------------------ | ---------- | ------ |
| 1       | رونالدو           | برشلونة إنتر ميلان | البرازيل   | 222    |
| 2       | بريدراغ مياتوفيتش | ريال مدريد         | يوغوسلافيا | 68     |
| 3       | زين الدين زيدان   | يوفنتوس            | فرنسا      | 63     |